# Invazija Turkmena na Gruziju
Nakon razorne invazije Timura na Gruziju, Gruzija se suočila s novom prijetnjom. Timurova smrt 1405. godine, označila je početak kraja njegovog carstva, ujedinjenog krvlju i strahom potlačenih naroda. Turkmeni, osobito oni iz Kara Koyunle, bili su među prvima u pobuni protiv Šahruha, koji je vladao većinom Perzije i Transoksijanom. Kara Jusuf, vladar Kara Koyunle, porazio je Šahruha, zauzima Bagdad, i odbija napade Timurida iz zapadne Perzije. Nakon toga su se etablirali kao nova vodeća snaga na Bliskom istoku. Iskoristili su privremenu slabost Gruzijaca, i pokreću protiv njih napade. U jednom od njih je ubijen i kralj Đuro VII. Konstantin I., bojeći se daljeg ulaženja, sklapa savez s Ibrahimom I. Širvanšahom u borbi protiv Turkmena. U bitvi kod Čalaganaa, Konstantin I. biva poražen i odveden u ropstvo. U zatočeništvu se ponašao vrlo ponosno, što je u tolikoj mjeri razbjesnilo Kara Jusufa, da je naredio smaknuće njegova polubrata Davida i 300 gruzijskih plemića.
Aleksandar I., koji je želio ojačati i obnoviti posrnulo kraljevstvo, suočio se sa stalnim upadima Turkmena. Oni su 1416. godine opljačkali Ahalcihe, grad od vitalnog značaja za regiju, kao odgovor na predložena ugnjetavanja Muslimana. Aleksandar I. ponovo osvaja Lorri od Turkmena 1431. godine, što je bilo od velikih značaja u osiguravanju gruzijskih granica. Oko 1434. – 1435., potiče armenskog princa Beškena II. za napad na ljudstvo Kara Koyunle u Sjuniku. Za pobjedu mu je dodijelio Lorri, pod uvjetima vazalstva.
1440. godine, Aleksandar odbija platiti danak Džahanšahu, pa u ožujku on dolazi u Gruziju s 20.00 vojnika, uništava grad Samshvilde i pljačka glavni grad Tbilisi. Masakrirao je tisuće kršćana, ostavio goleme štete, te se potom vratio u Tabriz. Također je pokrenuo drugu ekspedijiju protiv Gruzije 1444. godine. Njegove snage susrele su se sa snagama kralja Vahtanga IV. kod Akhaltsikhea, ali borbe nisu bile osobito uspješne, pa se ponovo vratio u Tabriz. 
Kao rezultat vanjskih i unutarnjih borbi, ujedinjeno gruzijsko kraljevstvo prestalo je postojati 1466. godine i biva podijeljeno u nekoliko političkih jedinica. Kara Koyunlu, plemenska konfederacija, biva uništena od strane njihovog rodbinskog plemena Ak Koyunlu, koji oformljavaju još jednu konfederaciju, u mnogome sličnu prethodnoj. Turkmeni Ak Koyunlua, iskoristili su gruzijsku rascjepkanost, pa ju je najmanje dva puta napao Uzun Hasan, princ Ak Koyunlua 1466., 1472. i možebitno 1476./7. godine. Bagrat VI., privremeni vladar većine Gruzije u to vrijeme, morao se pomiriti s okupatorima, prepuštajući Tbilisi neprijatelju. Tek nakon smrti Uzun Hasana 1478. godine, Gruzijci su se mogli vratiti u Tbilisi. U zimu 1488. godine Turkmeni, na čelu s Halil begom, napada Tbilisi, i okupira ga nakon dugotrajne opsade u veljači 1489. godine. Aleksandar II. od Imeretije, drugi pretendent na prijestolje, iskoristio je turkmensku invaziju na Kartliju i preuzeo kontrolu nad Imeretijom. Okupacija glavnog grada Tbilisija nije dugo trajala, pa je Aleksandar II. bio u mogućnosti otjerati Turkmene, no to skupo koštalo Gruzijce. Ismail I., osnivač safavidske dinastije, formirao je savez s Gruzinima 1502. godine, te u istoj godini porazuju Ak Koyunlu, uništavaju njihovu državu i označavaju kraj njihove najezde. 